# Barbula vardei
Barbula vardei är en bladmossart som beskrevs av R. S. Chopra 1977. Barbula vardei ingår i släktet neonmossor, och familjen Pottiaceae. Inga underarter finns listade i Catalogue of Life.